# Тюрари
Тюра́ри (рос. Тюрары, чув. Анаткас Тĕрер) — присілок у складі Цівільського району Чувашії, Росія. Входить до складу Медікасинського сільського поселення.
Населення — 136 осіб (2010; 160 у 2002).
Національний склад:
- чуваші — 100 %